# Pascal Richard
Pascal Richard, född den 16 mars 1964 i Vaud, Schweiz, är en schweizisk tävlingscyklist som tog OS-guld i linjeloppet vid olympiska sommarspelen 1996 i Atlanta.